# Georges l'Athonite
Georges l'Athonite (en géorgien : გიორგი მთაწმინდელი) (entre 1009 – 1065) est un moine, calligraphe, traducteur et biographe d'origine géorgienne. Il a été higoumène au monastère d'Iveron.